# ヴェガ号

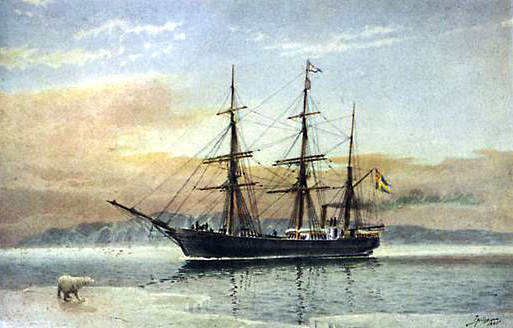
ヴェガ号

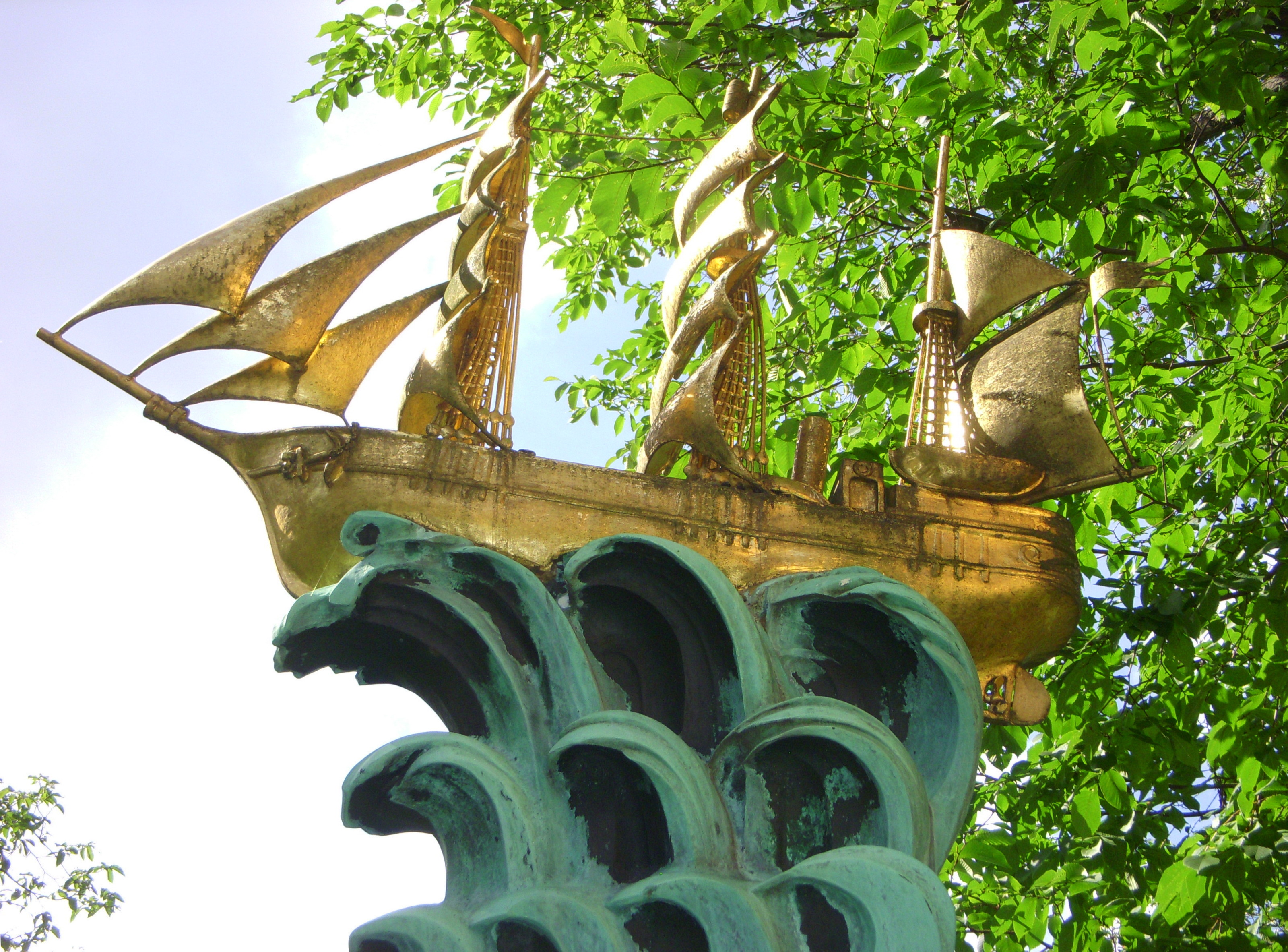
ストックホルムの国立自然歴史博物館にあるヴェガ号の記念碑

ヴェガ号（ヴェガごう。 S/S Vega）は、スウェーデン王国の科学者アドルフ・エリク・ノルデンショルドが1878年から1880年まで提督として乗船した蒸気船である。当時誰もなしえなかった、北極海航路（北東航路）の制覇に大航海時代以来史上初めて成功した船である（ヴェガ号航海誌）。

## 解説
ヴェガ号は、1872年にドイツのブレーマーハーフェンで建造された特注の捕鯨船である。規模は357トン、乗員は30名であった。ノルデンショルドは航海士ではなかったので、熟練した航海士であるルイス・パランデルが船長となった。しかし航海の準備と計画はノルデンショルドが行い、すべては計画通りに進み、すべて予測していた通りの結果となった。唯一の不測は、ベーリング海上で流氷に取囲まれたことであったが、無事脱出できたのは、船長パランデルの優れた航海術によるところが大きかったと言う。
ノルデンショルドの航海は、国家的戦略であったから、スウェーデン国王オスカル2世の承認によって行われた他、スウェーデン、ロシアの豪商もまた支援を行った。ロシアにとっては、シベリア以北の北極海の航路発見は、自国の発展にも繋がるため、むしろ歓迎していた。
ヴェガ号は、1878年6月22日にストックホルムからイェーテボリへ向い、7月4日に正式に出航した。ノルデンショルドは、航路計算を行い、シベリア沿岸部を航行することで北極海の通過に成功したのである。それまでの航海は、帆船であったことと、いずれも航行不能な北極海上を通過しようとしたために、その殆どが遭難していたからである。
ヴェガ号は9月28日、北東航路の出口にあたるベーリング海で流氷に閉じ込められ越冬する羽目になったが、翌1879年7月18日に氷を抜け出し、9月2日に横浜港に無事寄港した。一行の歓迎の祝典の後、ノルデンショルドは、日本で大量の書物を購入した。1ヶ月ほどの滞在の後、ヴェガ号は長崎港から出港し、東南アジア、インド洋を航行し、スエズ運河を通過し、地中海回りで1880年4月24日、無事、スウェーデンに帰国した。その間、誰一人として死亡者や、壊血病等を出さなかった。唯一ノルデンショルドただ一人が船酔いしたという。ノルデンショルドが日本から持ち帰った書籍は、現在もストックホルム市のスウェーデン王立図書館に所蔵されている。
ノルデンショルドは、翌1881年に『アジアとヨーロッパを巡るヴェガ号の航海』と題した航海記を出版した。
北東航路発見後、ヴェガ号は捕鯨及びアザラシ猟に用いられたが、1903年にグリーンランド西部のメルヴィル湾で沈没した。現在では、ストックホルムの国立自然歴史博物館に記念碑が建てられている。